# Linn-Kristin Riegelhuth Koren
Linn-Kristin Riegelhuth Koren  (Ski, 1 de agosto de 1984) es una exjugadora de balonmano noruega. Consiguió 3 medallas olímpicas, 2 de ellas de oro.